# 凯尔基尼湖
凯尔基尼湖（希臘語：Λίμνη Κερκίνη）是希腊中马其顿大区的一个人工水库，該水庫建于1932年，1980年重新开发，水庫原址是一片沼泽地。由于水庫位于爱琴海、巴尔干地区、黑海、匈牙利干草原等地的候鸟迁徙路線上，凯尔基尼湖因而是希腊最主要的观鸟地点之一，